# Franz Dworak
Franz Gustav Dworak (* 4. Juni 1902 in Brünn; † 30. März 1979 in Wien) war ein österreichischer Politiker (ÖVP), Unternehmer und Präsident der Bundeskammer der gewerblichen Wirtschaft. Er war von 1950 bis 1962 Abgeordneter zum Nationalrat.

## Leben
Dworak besuchte nach der Volksschule eine Mittelschule. Er erlernte in der Folge den Beruf des Schlossers und legte 1934 die Gesellenprüfung sowie 1937 die Meisterprüfung ab. Er war als Schlossermeister und Unternehmer der von ihm und von Rudolf Kirner jun. übernommenen Rudolf Kirner ERKA Metallwarenfabrik GmbH in Wien tätig. Später wurde er von Bundeskanzler Julius Raab zum Kommerzialrat ernannt. Politisch war er als Kammerrat aktiv, wirkte als Landesinnungsmeister der Wiener Schlosser und wurde Obmann der Sektion Gewerbe der Kammer der gewerblichen Wirtschaft für Wien. Schließlich übernahm Dworak auch das Amt des Präsidenten der Bundeskammer der gewerblichen Wirtschaft und vertrat die ÖVP zwischen dem 8. November 1950 und dem 14. Dezember 1962 im Nationalrat.
Franz Dworak wurde nach seinem Tod auf dem Hietzinger Friedhof bestattet.

## Auszeichnungen
- 1957: Großes Bundesverdienstkreuz mit Stern
- 1957: Großes Silbernes Ehrenzeichen mit dem Stern für Verdienste um die Republik Österreich[1]